# PHPMailer
PHPMailer는 PHP 코드를 통해 웹 브라우저(MUA → MSA 서버)로부터 이메일을 안전하고 쉽게 보낼 수 있게 하는 코드 라이브러리이다.
PHP 코드를 통해 직접 이메일을 보내는 일에는 SMTP 프로토콜 표준(RFC 821, 2821, 5321) 및 관련 문제(예: 캐리지 리턴), 스팸을 위한 이메일 인젝션에 관한 취약성에 대한 높은 친화도를 요구한다. 2001년부터 PHPMailer는 PHP에서 이러한 문제들을 위한 인기있는 솔루션들 중 하나로 간주된다.